# Служба госбезопасности Латвии
Служба государственной безопасности Латвии, или СГБ Латвии (латыш. Valsts drošības dienests, VDD), до 2019 года Полиция безопасности (латыш. Drošības Policija, DP)  — одна из трёх латвийских спецслужб, наравне с Бюро по защите Конституции и Службой военной разведки и безопасности под патронажем Министерства внутренних дел, занимающаяся контрразведывательной деятельностью и обеспечением внутренней безопасности. Согласно описанию этой структуры, она получает информацию из различных источников, анализирует ее и информирует высших должностных лиц государства об обнаруженных рисках для национальной безопасности, а также ведёт работу по их нейтрализации.
В компетенции Службы госбезопасности—мероприятия по контрразведке и защите государственной тайны, защита конституционного строя и экономических интересов, охрана высших должностных лиц страны.
Имеет право на досудебное расследование, открытие уголовных дел и уголовное расследование, а также задержание лиц.
Поднадзорна министру внутренних дел, в проведении оперативной деятельности и досудебного расследования Генеральной прокуратуре, в работе в области госбезопасности — комиссии по национальной безопасности Сейма.

## История
Первый Департамент безопасности Латвийской Республики был создан 29 июля 1919 года в Министерстве внутренних дел. Его основные постулаты были разработаны в службе контрразведки Российской империи, в Латвии их реализовали её бывшие работники.
2 октября 1920 года создана Политическая охрана МВД. Функции двух упомянутых структур частично перекрещивались, поэтому с мая 1924 года по июнь 1939 года контрразведкой и внутренней безопасностью занималось Политическое управление МВД, с июня 1939-го по июнь 1940-го — Управление политической полиции.
После восстановления независимости Латвии в 1991 году началось формирование системы спецслужб. Для охраны руководства республики были созданы Служба безопасности ЛР и Служба охраны правительства. Также был создан Департамент информации МВД с задачами разведки и контрразведки.
В 1993 году при объединении Департамента информации МВД и Службы охраны правительства был создан Департамент по защите государственного экономического суверенитета (Valsts Ekonomiskās suverenitātes aizsardzības departaments, VESAD — лат.).
В 1994 году был принят закон «Об учреждениях государственной безопасности», четко определивший общность латвийских спецслужб и их правовой статус. В результате VESAD был реорганизован в Полицию безопасности.
При реорганизации спецслужб в 2018 году было решено, что миссия Полиции безопасности на деле не соответствует полицейским функциям, и она была переименована в Службу государственной безопасности. Решение вступило в силу 1 января 2019 года. В официальном релизе было указано, что при включении Латвии в сообщество западных демократических стран важно, чтобы направление госбезопасности было четко отделено от правоохранительной деятельности или так называемых полицейских функций.

### Руководители ПБ-СГБ
- 8 июля 1994 — 14 ноября 1996 — Раймондс Рожкалнс
- 18 декабря 1996 — 25 августа 1999 — Янис Апелис
- 25 августа — 24 ноября 1999 — Имантс Бекешс
- 22 декабря 1999 — 7 ноября 2014 — Янис Рейникс
- с 8 ноября 2014 — Нормундс Межвиетс

## Бюджет
В 2017 году бюджет Полиции безопасности составил 15 803 229 евро, или 3,86 % от общих расходов Министерства внутренних дел.
В 2018 году бюджет институции увеличился до 16 686 178 евро и составил уже 4,2 % от общих расходов МВД.

## Выпуск информационных материалов
Служба государственной безопасности в последние годы начала активнее информировать общество, выпуская информационные материалы в виде листовок и инструкций на своём сайте.

#### Учения Hermejs-2017
В сентябре 2017 года ПБ организовала противотеррористические учения в помещениях торгового центра «Mols» с участием 300 человек из 10 организаций, чтобы отработать анализ и получение информации, координацию действий, организацию операции по освобождению заложников и следственные действия.

### Компоненты взрывчатки
Материал опубликован 8 марта 2016 года во исполнение Европейской директивы Nr. 98/2013 от 15 января 2013 года. Полиция безопасности назначена контактным пунктом для сообщений о подозрительных сделках с компонентами взрывчатки, ее пропажах или краже. Подозрительной является любая необычная сделка, особенно если покупатель не может сообщить, зачем покупает вещества, не может предъявить удостоверение личности или расплачивается крупными суммами наличных.

### Религиозная радикализация
Полиция безопасности трактует ее как обращение молодёжи к исламу и симпатии к ИГИЛ. Признаками радикализации в буклете для жителей названы изменение внешнего вида, отрицание европейских ценностей (демократии и равноправия полов), интерес к событиям в Сирии и Ираке, увлечение военными видеоиграми. Материал был выпущен 14 марта 2017 года, а в феврале 2016 года бывший лидер Латвийского исламского культурного центра Олег Имран Петров покинул Латвию и примкнул к рядам террористов в Сирии или Ираке. По этому поводу Полиция безопасности завела на Петрова уголовное дело, а Кабинет министров 4 апреля 2017 года постановил, что потенциальным радикалам по решению министра внутренних дел может быть запрещен выезд из страны на срок до одного года.

#### Дело Мартиньша Гринберга
В 2017 году возвратившийся из Сирии гражданин Латвии Мартиньш Гринберг был осужден судом второй инстанции на 10 лет и три месяца тюрьмы за участие в боевых действиях на территории другой страны. Суд первой инстанции оправдал юношу по обвинению в участии в военных преступлениях, назначив ему срок лишения свободы 4 года, прокурор требовал 11-летнего срока и обжаловал решение районного суда. Осужденный утверждал, что разочаровался в исламе и вернулся к христианству, он добровольно вернулся в Латвию, потребовав депортации из Турции, что представляло угрозу для его жизни. Он также помогал Финляндии бороться с международным терроризмом.

### Риск шпионажа
В информационном материале от 14 сентября 2017 года утверждается, что в поле зрения шпионов могут в первую очередь попасть должностные лица государства и самоуправлений, которые могут выдать данные ограниченного доступа, назвать партнеров в частном секторе, рассказать о законопроектах, планах развития, закупках, компетентности персонала, выдать компрометирующую информацию или даже пароли для доступа к информационным системам. Шпионы могут выдавать себя за дипломатов, предпринимателей, журналистов, других работников государства и самоуправлений или спецслужб, устанавливая контакты в нерабочее время, через друзей или в момент совершения правонарушения на чужой территории (например, при незаконном провозе акцизных товаров). Нужно быть бдительным, если иностранный гражданин старается войти в неформальный контакт или подружиться через социальные сети, спрашивает о ситуации в твоей стране, но при этом слабо ориентируется в собственных профессиональных обязанностях, предупреждает ПБ.

### Правый экстремизм
Служба госбезопасности Латвии предупреждает о растущих рисках, исходящих от правого экстремизма. В 2024 году Государственная полиция совместно со Службой госбезопасности Латвии задержала нескольких представителей так называемой субкультуры скинхедов по подозрению в публичном прославлении геноцида, преступлений против человечности, преступлений против мира и военных преступлений, совершенных нацистской Германией, а также подозрение в совершении действий, направленных на разжигание расовой ненависти. Полученная в ходе расследования информация показала, что задержанные применяли физическое насилие в отношении других лиц под влиянием радикальных взглядов.
Для информирования широкой общественности Служба госбезопасности Латвии подготовила информативные материалы об особенностях и символах, характерных для сторонников правого и левого экстремизма.

## Судебные дела о шпионаже
Реально по подозрению в шпионаже ведомство возбуждало дела отнюдь не против должностных лиц.
10 июня 2015 года фигурантами такого дела стали два российских нацбола, Александр Куркин и Андрей Попко, пробравшиеся с Георгиевским флагом на военную базу НАТО в Адажи во время учений «Saber Strike 2015». Дело позднее было переквалифицировано на хулиганство, нацболы осуждены на срок, который они провели в латвийской тюрьме во время досудебного следствия.
4 декабря 2018 года департамент по уголовным делам Сената Верховного суда Латвии полностью оправдал обоих граждан России, а также латвийского активиста Владимира Линдермана по делу о «шпионах» на военной базе Национальных вооруженных сил (НВС) в Адажи. Приговор третьей инстанции окончательный, обжалованию не подлежит. Куркин и Попко могут требовать денежной компенсации за четыре месяца, проведенные в Рижской центральной тюрьме. Согласно закону 2017 года «О возмещении ущерба, причиненного в рамках уголовного процесса или дела об административном правонарушении», который вступил в силу в марте 2018 года, причиненный лицу государством ущерб на сумму ниже 145 000 евро оно должно возместить полностью. За простой (не тяжкий) ущерб нематериального характера можно получить до 7000 евро. 24 апреля 2020 года Административный районный суд в Риге вынес решение о выплате 3332 евро России Андрею Попко за его необоснованный арест на почти четыре месяца летом 2015 года. Дело Александра Куркина было перенесено в слушании по техническим причинам на июнь, однако иск и обстоятельства дела Куркина аналогичны делу Попко.
29 мая 2018 года дорожный мастер AS Latvijas dzelzceļš (LDz) Александр Краснопёров по решению Земгальского районного суда осужден на полтора года тюрьмы и 60 часов исправительных работ за шпионаж в пользу России, на деле выразившийся в пересылке фотографий перевозимой по железной дороге американской техники сослуживцу по Афганистану. На момент вынесения приговора обвиняемый уже провел под стражей 14 месяцев, которые ему зачли в срок отбытия наказания. 
В августе 2018 года к трем годам условного заключения был приговорен фермер из Алуксне Юрий Стилве, которого обвиняли в сборе информации о том, есть ли в Латвии американские боевые танки Абрамс.
17 октября 2018 года по подозрению в шпионаже был задержан и помещен под стражу пенсионер Олег Бурак, бывший оружейный эксперт МВД и один из лучших специалистов в Латвии в этой сфере. По свидетельству самого Бурака в письме, отправленном из тюрьме жене Ларисе, 16 октября к нему в квартиру «вломились люди в черных масках», выломав входную дверь. Обыск продолжался с 8:23 утра 16 октября до 6:10 утра 17 октября.
В прошлом Олег Бурак являлся начальником отдела учета огнестрельного оружия Информационного центра МВД Латвии. В МВД Бурак проработал более 20 лет.

## Дела против правозащитников
В ежегодных отчётах ПБ-СГБ большое внимание уделяется борьбе с людьми, которые защищают права русскоязычного населения Латвии и неграждан, что правоохранители пытаются квалифицировать как уголовные преступления, однако эта позиция не получала поддержки в суде.

### Дела Владимира Линдермана (2008-2019)
3 июля 2008 года политический деятель Владимир Линдерман оправдан по обвинению в хранении взрывчатых веществ судом Центрального района Риги, который счел, что собранных по делу  Полицией безопасности доказательств недостаточно для вынесения обвинительного приговора. Прокуратура опротестовала приговор, и 6 октября Линдерман был осуждён Рижским окружным судом. Однако 3 февраля 2009 года Верховный суд вернул дело на новое рассмотрение, и 2 сентября Рижский окружной суд оправдал Линдермана.
В 2010 году Линдерман обратился в суд с требованием к государству в лице министерства юстиции о компенсации морального ущерба в размере одного лата за ложное обвинение.  Дело было выиграно в первой инстанции; приговор был обжалован министерством юстиции, но в 2012 году Линдерман выиграл дело и во второй инстанции.
В 2010 году Полиция безопасности возбудила против Владимира Линдермана и Анастасии Высоцкой дело о якобы поддельных документах, представленных при регистрации движения «13 января». Линдерман оповестил о том, что все претензии со стороны государства к обстоятельствам регистрации его партии сняты еще в январе 2013 года, однако Полиция безопасности продолжала дело, опросив на местах не менее 100 свидетелей и затратив, по мнению подозреваемого, десятки тысяч евро налогоплательщиков. В декабре 2016 года Владимир Линдерман доказал свою правоту в суде, а в июне 2017 года Верховный суд Латвийской Республики поставил точку в этом деле, отклонив кассацию прокуратуры и подтвердив невиновность подозреваемых.
8 мая 2019 года Линдерман был грубо задержан людьми в масках на остановке общественного транспорта. Как оказалось, задержание провела Полиция безопасности, а инкриминировалось задержанному его выступление на Вселатвийском родительском собрании.

### Дело Иллариона Гирса (2014-2019)
Латвийский юрист и правозащитник Илларион Гирс стал первым в истории Латвии человеком, подвергнутым преследованию по статье 74.1 Уголовного закона (УЗ) Латвийской Республики, устанавливающей уголовную ответственность за «прославление, отрицание, оправдание или сомнение в советской и нацистской оккупации» и предусматривающей лишение свободы сроком на 5 лет. Данная норма была принята 15 мая 2014 года Сеймом, после чего Гирс опубликовал статью «Гражданским неповиновением по неонацлатышской догме», в которой сообщил, что «годы пребывания Латвии в составе СССР с позиции благополучия и процветания большинства были наилучшими для народа Латвии, в том числе и для латышей, пик развития культуры которых пришелся именно на Советскую эпоху». Затем он написал «явку с безвинной», указав в заявлении на нарушение принятой редакции статьи 74.1 УЗ, и сам отнес ее в Генеральную прокуратуру. Он считал, что единственный способ обезвредить правовую норму, покушающуюся на одно из фундаментальных прав человека — свободу слова (статья 9-я Европейской конвенции о защите прав человека и основных свобод) — это привести её в действие., Кроме того, данная статья парализует возможность объективного исторического исследования и защиты прав русскоязычного населения Латвии, так как на парадигме оккупации зиждутся три дискриминационных по отношению к этим людям закона: о гражданстве, языке и образовании. Гирс уверен, что «эта теория является историческим подлогом для оправдания дискриминации русского населения Латвии».
В декабре 2014 года Гирс был задержан и подвергнут обыску в рамках начатого Полицией безопасности уголовного процесса № 11840004114 по поводу его собственного заявления. Ему были предъявлены обвинения по ст. 74.1 (оправдание геноцида), 93 и 233 ч. 2.
31 марта 2015 года Полиция безопасности также возбудила против Иллариона Гирса уголовное дело по обвинению в разжигании межнациональной розни по второй части 78-й статьи Уголовного закона ЛР.
В судебном процессе по делу о геноциде было представлено заключение доктора истории Ирены Шнейдере от 12 марта 2015 года, в котором учёная согласилась с утверждением Гирса о том, что СССР не осуществлял геноцид латышей. Она указала, что единственный случай геноцида, подтверждённый Латвийской исторической комиссией, произошел во время нацистской оккупации Латвии против еврейского народа — холокост. Она также не согласилась с тем, что Гирс «прославлял, отрицал, оправдывал и т. д.» вменяемые СССР преступления против «Латвийской Республики и ее жителей».
Лингвист, доктор филологии Илзе Бремере в заключении от 31 марта 2015 года также не усмотрела криминала в статье Гирса. Поэтому 6 октября 2015 года следователь Полиции безопасности Р. Полякс прекратил уголовное преследование Гирса по статьям 74.1, 93 и 233 ч. 2.
15 октября Иллариону Гирсу было предъявлено обвинение по делу о «разжигании национальной розни», которое 29 декабря 2015 года было передано в суд. Обвинение опиралось на экспертные заключения лингвиста Илзе Бремере и юриста центра PROVIDUS Илоны Кронберги, которые сочли, что "словосочетание «латышская этнократия» означает, что именно латышам как этнической группе принадлежит доминирующее влияние, власть над другими этническими группами, в контексте всего выражения — именно над русской этнической группой. Принцип противопоставления или контраста часто используют, чтобы посеять национальную или этническую ненависть […] в заголовке заметки — «Гражданским неповиновением по неонацлатышской догме» — читается семантика борьбы […] автор использует словосочетание "свинство латышской этнократии"[…] таким образом, однозначно указывая, что действие латышской этнократии подло, грязно, неподобающее и т. д. […] выражая уничижительное отношение к латышам как национальности и социальной группе (представителям власти)".
Судья Дидзис Актуманис, получивший 6 января 2016 года дело Гирса, уже 11 января счёл его сырым и направил вышестоящему по должности прокурору для устранения недостатков.
Рассмотрение дела закончилось в Курземском районном суде в декабре 2018 года. Гирса признали невиновным.
В марте 2019 года прокуратура обжаловала оправдательный приговор, однако 16 апреля апелляционный суд оставил решение суда первой инстанции в силе, подтвердив невиновность Гирса.